# المجالية (ماوية)

تعديل مصدري - تعديل

المجاليه  هي إحدى قرى مديرية ماوية بمحافظة تعز اليمنية، بلغ تعداد سكانها 112 نسمة حسب التعداد السكاني في اليمن في 2004.